# 2016年マレーシアグランプリ
2016年マレーシアグランプリは、2016年のF1世界選手権第16戦として、2016年10月2日にセパン・インターナショナル・サーキットで開催された。

## レース前
- イエローフラッグに関するルールを明確化。ハンガリーGPの予選でダブルイエローが掲示されていたにもかかわらずニコ・ロズベルグが最速タイムを出しポールポジションを獲得したことで物議を醸し、シンガポールGPの予選ではロマン・グロージャンがスピンを喫しダブルイエローが掲示されたが、セルジオ・ペレスが減速せずに自己ベストタイムを出したことでペナルティを科せられた。これらを踏まえて以下のルールが加えられた[1]。
  - ダブルイエローフラッグ：2カ所で黄旗が振られている区間を通過するドライバーは必ず大幅に減速し、方向転換あるいは停車に備えなければならない。いかなるドライバーもこの要求に対応したことを証明し、スチュワードを納得させるためにはアタックラップを走ろうとする意図がなかったことを明確にしなければならず、事実上、ドライバーは当該ラップを断念する必要がある（次の周回には解除される可能性があるため、必ずしもピットインを強いるものではない）。
  - シングルイエローフラッグ：ドライバーは必ず減速し、方向転換に備えなければならない。ドライバーは減速していることを明確にする必要があり、それを明白にするためには早めにブレーキをかけるか、当該区間で大幅な減速を行わなければならない。事故による明らかなダメージやタイヤから空気が抜けているなど、他車が明白かつ完全に問題を抱えていることが判明している場合を除き、黄旗が振られている当該区間ではいかなるマシンもオーバーテイクしてはならない。
- ピレリはハード、ミディアム、ソフトのコンパウンドを持ち込んだ[2]。

## 予選
2016年10月1日（土曜日）

### 結果
| Pos.                | No. | ドライバー                 | コンストラクター                | Q1       | Q2       | Q3       | Grid |
| ------------------- | --- | -------------------------- | ------------------------------- | -------- | -------- | -------- | ---- |
| 1                   | 44  | ルイス・ハミルトン         | メルセデス                      | 1:34.444 | 1:33.046 | 1:32.850 | 1    |
| 2                   | 6   | ニコ・ロズベルグ           | メルセデス                      | 1:34.460 | 1:33.609 | 1:33.264 | 2    |
| 3                   | 33  | マックス・フェルスタッペン | レッドブル-タグ・ホイヤー       | 1:35.443 | 1:33.775 | 1:33.420 | 3    |
| 4                   | 3   | ダニエル・リカルド         | レッドブル-タグ・ホイヤー       | 1:35.079 | 1:33.888 | 1:33.467 | 4    |
| 5                   | 5   | セバスチャン・ベッテル     | フェラーリ                      | 1:34.557 | 1:33.972 | 1:33.584 | 5    |
| 6                   | 7   | キミ・ライコネン           | フェラーリ                      | 1:34.556 | 1:33.903 | 1:33.632 | 6    |
| 7                   | 11  | セルジオ・ペレス           | フォース・インディア-メルセデス | 1:35.068 | 1:34.538 | 1:34.319 | 7    |
| 8                   | 27  | ニコ・ヒュルケンベルグ     | フォース・インディア-メルセデス | 1:34.827 | 1:34.441 | 1:34.489 | 8    |
| 9                   | 22  | ジェンソン・バトン         | マクラーレン-ホンダ             | 1:35.267 | 1:34.431 | 1:34.518 | 9    |
| 10                  | 19  | フェリペ・マッサ           | ウィリアムズ-メルセデス         | 1:35.267 | 1:34.422 | 1:34.671 | 10   |
| 11                  | 77  | バルテリ・ボッタス         | ウィリアムズ-メルセデス         | 1:35.166 | 1:34.577 |          | 11   |
| 12                  | 8   | ロマン・グロージャン       | ハース-フェラーリ               | 1:35.400 | 1:35.001 |          | 12   |
| 13                  | 21  | エステバン・グティエレス   | ハース-フェラーリ               | 1:35.658 | 1:35.097 |          | 13   |
| 14                  | 20  | ケビン・マグヌッセン       | ルノー                          | 1:35.593 | 1:35.277 |          | 14   |
| 15                  | 26  | ダニール・クビアト         | トロ・ロッソ-フェラーリ         | 1:35.695 | 1:35.369 |          | 15   |
| 16                  | 55  | カルロス・サインツ         | トロ・ロッソ-フェラーリ         | 1:35.605 | 1:35.374 |          | 16   |
| 17                  | 9   | マーカス・エリクソン       | ザウバー-フェラーリ             | 1:35.816 |          |          | 17   |
| 18                  | 12  | フェリペ・ナッセ           | ザウバー-フェラーリ             | 1:35.949 |          |          | 18   |
| 19                  | 30  | ジョリオン・パーマー       | ルノー                          | 1:35.999 |          |          | 19   |
| 20                  | 31  | エステバン・オコン         | MRT-メルセデス                  | 1:36.451 |          |          | 20   |
| 21                  | 94  | パスカル・ウェーレイン     | MRT-メルセデス                  | 1:36.587 |          |          | 21   |
| 22                  | 14  | フェルナンド・アロンソ     | マクラーレン-ホンダ             | 1:37.155 |          |          | 221  |
| 107% time: 1:41.055 |     |                            |                                 |          |          |          |      |
| ソース              |     |                            |                                 |          |          |          |      |

追記
- ^1 - アロンソは金曜午前のフリー走行1回目を前に8基目のICE、ターボチャージャー、MGU-H（以上8基目）、エネルギーストア（バッテリー）、コントロールエレクトロニクス（以上7基目）に交換して30グリッド降格[5]、土曜のフリー走行3回目を前にターボチャージャーとMGU-H（いずれも9基目）を交換してさらに15グリッド降格[6]。合計45グリッド降格となったが最後尾グリッドのため変動なし[7][8]

## 決勝
2016年10月2日（日曜日）天候：晴 路面状況：ドライ

### 展開
スタート早々、セバスチャン・ベッテルがニコ・ロズベルグに追突しリタイアし、ロズベルグもマシンが一回転するほどのスピンで後方に転落する波乱の幕開けとなった。
最大のライバルが後方に落ちたルイス・ハミルトンはトップをキープ。その後ろでレッドブル勢が激しい2位争いを展開する。その中、40周目にトップを走るハミルトンのエンジンがまさかのブロー。「オーノー！ノー！」とはっきり無線に入るほどのハミルトンの落胆をよそに、これでダニエル・リカルド、マックス・フェルスタッペンのレッドブル1-2体制となるが、それでも2人は激しいトップ争いを繰り広げた。リカルドは最後までトップを守り、待望の今シーズン初優勝。2014年ベルギーGP以来、2年ぶりの優勝となった。
フェルスタッペンが2位に続き、レッドブルは2013年ブラジルGP以来3年ぶりの1-2フィニッシュ。V6ターボエンジンになった2014年以降では、初めてメルセデス以外のチームが1-2フィニッシュを達成した。3位は後方から追い上げたロズベルグ。38周目にキミ・ライコネンを抜かした際の接触で10秒加算のペナルティを受けたが、ライコネンとの差を10秒以上つけたため3位を守り15点を加算。リタイアしたハミルトンとのポイント差を23に広げた。マクラーレン・ホンダ勢はフェルナンド・アロンソが最後尾スタートからスタート時の混乱をかいくぐって10位に浮上し最終的に7位入賞、ジェンソン・バトンも9位入賞でダブル入賞を果たし、ホンダエンジンの母国である日本GPに向けて確かな手ごたえをつかんだ。10位にはジョリオン・パーマーが入りF1初入賞を果たした。
入賞セレモニーではリカルドが「靴酒」を振舞うなど、大いに観衆を沸かせた一方、セレモニー前の休憩中のロズベルグとフェルスタッペンは「4度のワールドチャンピオン・トッピード(魚雷)が・・・」と散々なこき下ろしを行っていた。

### 結果
| Pos.   | No. | ドライバー                 | コンストラクター                | 周回数 | タイム/リタイア | Grid | Pts. |
| ------ | --- | -------------------------- | ------------------------------- | ------ | --------------- | ---- | ---- |
| 1      | 3   | ダニエル・リカルド         | レッドブル-タグ・ホイヤー       | 56     | 1:37:12.776     | 4    | 25   |
| 2      | 33  | マックス・フェルスタッペン | レッドブル-タグ・ホイヤー       | 56     | +2.443          | 3    | 18   |
| 3      | 6   | ニコ・ロズベルグ           | メルセデス                      | 56     | +25.5161        | 2    | 15   |
| 4      | 7   | キミ・ライコネン           | フェラーリ                      | 56     | +28.785         | 6    | 12   |
| 5      | 77  | バルテリ・ボッタス         | ウィリアムズ-メルセデス         | 56     | +1:01.582       | 11   | 10   |
| 6      | 11  | セルジオ・ペレス           | フォース・インディア-メルセデス | 56     | +1:03.794       | 7    | 8    |
| 7      | 14  | フェルナンド・アロンソ     | マクラーレン-ホンダ             | 56     | +1:05.205       | 22   | 6    |
| 8      | 27  | ニコ・ヒュルケンベルグ     | フォース・インディア-メルセデス | 56     | +1:14.062       | 8    | 4    |
| 9      | 22  | ジェンソン・バトン         | マクラーレン-ホンダ             | 56     | +1:21.816       | 9    | 2    |
| 10     | 30  | ジョリオン・パーマー       | ルノー                          | 56     | +1:35.466       | 19   | 1    |
| 11     | 55  | カルロス・サインツ         | トロ・ロッソ-フェラーリ         | 56     | +1:38.878       | 16   |      |
| 12     | 9   | マーカス・エリクソン       | ザウバー-フェラーリ             | 55     | +1 Lap          | 17   |      |
| 13     | 19  | フェリペ・マッサ           | ウィリアムズ-メルセデス         | 55     | +1 Lap          | PL2  |      |
| 14     | 26  | ダニール・クビアト         | トロ・ロッソ-フェラーリ         | 55     | +1 Lap          | 15   |      |
| 15     | 94  | パスカル・ウェーレイン     | MRT-メルセデス                  | 55     | +1 Lap          | 21   |      |
| 16     | 31  | エステバン・オコン         | MRT-メルセデス                  | 55     | +1 Lap          | 20   |      |
| Ret    | 12  | フェリペ・ナッセ           | ザウバー-フェラーリ             | 46     | ブレーキ        | 18   |      |
| Ret    | 44  | ルイス・ハミルトン         | メルセデス                      | 40     | エンジン        | 1    |      |
| Ret    | 21  | エステバン・グティエレス   | ハース-フェラーリ               | 39     | ホイール脱落    | 13   |      |
| Ret    | 20  | ケビン・マグヌッセン       | ルノー                          | 17     | ブレーキ        | 14   |      |
| Ret    | 8   | ロマン・グロージャン       | ハース-フェラーリ               | 7      | ブレーキ        | 12   |      |
| Ret3   | 5   | セバスチャン・ベッテル     | フェラーリ                      | 0      | アクシデント    | 5    |      |
| ソース |     |                            |                                 |        |                 |      |      |

ファステストラップ
- ニコ・ロズベルグ（メルセデス） 1:36.424（44周目）

ラップリーダー
- ルイス・ハミルトン（Lap 1-20, 28-40）
- ダニエル・リカルド（Lap 21, 41-56）
- マックス・フェルスタッペン（Lap 22-27）

追記
- ^1 - ロズベルグはライコネンと接触したため、レース後に10秒のタイム加算ペナルティとペナルティポイント2点が科された[18][19]
- ^2 - マッサはフォーメーションラップ開始時にマシンを始動することができなかったため、ピットレーンからスタート[20]
- ^3 - ベッテルはスタート直後にロズベルグと接触したため、次戦日本GPで3グリッド降格ペナルティとペナルティポイント2点が科された[21][22]

## 第16戦終了時点でのランキング
|   | 順位 | ドライバー             | ポイント |
|   | 1    | ニコ・ロズベルグ       | 288      |
|   | 2    | ルイス・ハミルトン     | 265      |
|   | 3    | ダニエル・リカルド     | 204      |
| 1 | 4    | キミ・ライコネン       | 160      |
| 1 | 5    | セバスチャン・ベッテル | 153      |

|  | 順位 | コンストラクター                | ポイント |
|  | 1    | メルセデス                      | 553      |
|  | 2    | レッドブル-タグ・ホイヤー       | 359      |
|  | 3    | フェラーリ                      | 313      |
|  | 4    | フォース・インディア-メルセデス | 124      |
|  | 5    | ウィリアムズ-メルセデス         | 121      |

- 注：ドライバー、コンストラクター共にトップ5のみ表示。